# Аборти в Азербайджані

Правовий статус абортів у світі:
Легальний
Легальний при зґвалтуванні та за медико-соціальними показниками
Легальний у випадках (або заборонений, окрім випадків) зґвалтування, медико-соціальних протипоказань
Заборонений, окрім випадків зґвалтування та медико-соціальних протипоказань
Заборонений, окрім випадків загрозі життя матері, та при наявності психічних і патологічних протипоказань
Заборонений без виключень
Відмінності за регіонами
Відсутні дані

Аборти в Азербайджані були дозволені 23 листопада 1955 року, коли Азербайджан входив до складу Радянського Союзу. Азербайджан не змінив цей закон після відновлення незалежності. В даний час азербайджанське законодавство дозволяє аборти на вимогу вагітної жінки в перші 28 тижнів вагітності. Після закінчення перших 28 тижнів переривання вагітності може бути зроблено тільки за серйозними причинами: медичним або соціальним. Аборт за медичними показаннями може бути проведений на будь-якому терміні вагітності.
У 2014 році було близько 27 220 абортів в Азербайджані, що означає 15,9 абортів на кожних 100 живонароджених і 13,8 абортів на 1000 жінок у віці 15-49 років.